# ماريا، دوقة غلوستر وادنبره

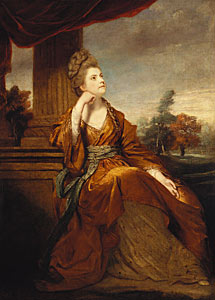
ماريا، دوقة غلوستر وادنبره.

ماريا والبول (بالإنجليزية: Maria, Duchess of Gloucester and Edinburgh) (10 يوليو 1736 - 22 أغسطس 1807) كونتيسة والديجراف ودوقة غلوستر وادنبره، وكانت عضوا في العائلة البريطانية المالكة، وزوجة الأمير وليام هنري دوق غلوستر وأدنبرة.